# Quint Tineu Sacerdot Clement
Quint Tineu Sacerdot Clement (en llatí Quintus Tineius Sacerdos Clemens, n. al voltant del 100 – i mort després del 170) també conegut per Tineu Sacerdot I va ser un magistrat romà del segle ii.
Va ser nomenat cònsol en el govern de l'emperador Antoní Pius, l'any 158, amb Sext Sulpici Tertul. L'esmenten els Fasti.

## Arbre familiar
|                                     |                                     |                                     |                                     |                                     |                                     |  |  | Quint Tineu Sacerdot Clement cònsol ordinari | Quint Tineu Sacerdot Clement cònsol ordinari | Quint Tineu Sacerdot Clement cònsol ordinari | Quint Tineu Sacerdot Clement cònsol ordinari | Quint Tineu Sacerdot Clement cònsol ordinari | Quint Tineu Sacerdot Clement cònsol ordinari |  |  |                                                       |                                                       |                                                       |                                                       |                                                       |                                                       |  |  |                                                       |                                                |                                                |                                                |                                                |                                                |  |  | Marc Pupiè Màxim senador ∞ Clòdia Pulcra                      | Marc Pupiè Màxim senador ∞ Clòdia Pulcra                      | Marc Pupiè Màxim senador ∞ Clòdia Pulcra                      | Marc Pupiè Màxim senador ∞ Clòdia Pulcra                      | Marc Pupiè Màxim senador ∞ Clòdia Pulcra                      | Marc Pupiè Màxim senador ∞ Clòdia Pulcra                      |  |  |                                   |                                   |                                   |                                   |                                   |                                   |  |  |                                      |                                      |                                      |                                      |                                      |                                      |  |  |  |  |  |  |  |  |  |  |  |  |  |  |  |  |  |  |  |  |  |  |  |  |  |  |  |  |
|                                     |                                     |                                     |                                     |                                     |                                     |  |  | Quint Tineu Sacerdot Clement cònsol ordinari | Quint Tineu Sacerdot Clement cònsol ordinari | Quint Tineu Sacerdot Clement cònsol ordinari | Quint Tineu Sacerdot Clement cònsol ordinari | Quint Tineu Sacerdot Clement cònsol ordinari | Quint Tineu Sacerdot Clement cònsol ordinari |  |  |                                                       |                                                       |                                                       |                                                       |                                                       |                                                       |  |  |                                                       |                                                |                                                |                                                |                                                |                                                |  |  | Marc Pupiè Màxim senador ∞ Clòdia Pulcra                      | Marc Pupiè Màxim senador ∞ Clòdia Pulcra                      | Marc Pupiè Màxim senador ∞ Clòdia Pulcra                      | Marc Pupiè Màxim senador ∞ Clòdia Pulcra                      | Marc Pupiè Màxim senador ∞ Clòdia Pulcra                      | Marc Pupiè Màxim senador ∞ Clòdia Pulcra                      |  |  |                                   |                                   |                                   |                                   |                                   |                                   |  |  |                                      |                                      |                                      |                                      |                                      |                                      |  |  |  |  |  |  |  |  |  |  |  |  |  |  |  |  |  |  |  |  |  |  |  |  |  |  |  |  |
|                                     |                                     |                                     |                                     |                                     |                                     |  |  |                                              |                                              |                                              |                                              |                                              |                                              |  |  |                                                       |                                                       |                                                       |                                                       |                                                       |                                                       |  |  |                                                       |                                                |                                                |                                                |                                                |                                                |  |  |                                                               |                                                               |                                                               |                                                               |                                                               |                                                               |  |  |                                   |                                   |                                   |                                   |                                   |                                   |  |  |                                      |                                      |                                      |                                      |                                      |                                      |  |  |  |  |  |  |  |  |  |  |  |  |  |  |  |  |  |  |  |  |  |  |  |  |  |  |  |  |
| Quint Tineu Climent cònsol ordinari | Quint Tineu Climent cònsol ordinari | Quint Tineu Climent cònsol ordinari | Quint Tineu Climent cònsol ordinari | Quint Tineu Climent cònsol ordinari | Quint Tineu Climent cònsol ordinari |  |  | Quint Tineu Ruf cònsol 182                   | Quint Tineu Ruf cònsol 182                   | Quint Tineu Ruf cònsol 182                   | Quint Tineu Ruf cònsol 182                   | Quint Tineu Ruf cònsol 182                   | Quint Tineu Ruf cònsol 182                   |  |  | Quint Tineu Sacerdot cònsol sufecte ∞ Volusia Laodice | Quint Tineu Sacerdot cònsol sufecte ∞ Volusia Laodice | Quint Tineu Sacerdot cònsol sufecte ∞ Volusia Laodice | Quint Tineu Sacerdot cònsol sufecte ∞ Volusia Laodice | Quint Tineu Sacerdot cònsol sufecte ∞ Volusia Laodice | Quint Tineu Sacerdot cònsol sufecte ∞ Volusia Laodice |  |  |                                                       |                                                |                                                |                                                |                                                |                                                |  |  | Pupiè Emperador romà (238) ∞ Sèxtia Cetegil·la                | Pupiè Emperador romà (238) ∞ Sèxtia Cetegil·la                | Pupiè Emperador romà (238) ∞ Sèxtia Cetegil·la                | Pupiè Emperador romà (238) ∞ Sèxtia Cetegil·la                | Pupiè Emperador romà (238) ∞ Sèxtia Cetegil·la                | Pupiè Emperador romà (238) ∞ Sèxtia Cetegil·la                |  |  |                                   |                                   |                                   |                                   |                                   |                                   |  |  | Marc Ulpi Leur senador               | Marc Ulpi Leur senador               | Marc Ulpi Leur senador               | Marc Ulpi Leur senador               | Marc Ulpi Leur senador               | Marc Ulpi Leur senador               |  |  |  |  |  |  |  |  |  |  |  |  |  |  |  |  |  |  |  |  |  |  |  |  |  |  |  |  |
| Quint Tineu Climent cònsol ordinari | Quint Tineu Climent cònsol ordinari | Quint Tineu Climent cònsol ordinari | Quint Tineu Climent cònsol ordinari | Quint Tineu Climent cònsol ordinari | Quint Tineu Climent cònsol ordinari |  |  | Quint Tineu Ruf cònsol 182                   | Quint Tineu Ruf cònsol 182                   | Quint Tineu Ruf cònsol 182                   | Quint Tineu Ruf cònsol 182                   | Quint Tineu Ruf cònsol 182                   | Quint Tineu Ruf cònsol 182                   |  |  | Quint Tineu Sacerdot cònsol sufecte ∞ Volusia Laodice | Quint Tineu Sacerdot cònsol sufecte ∞ Volusia Laodice | Quint Tineu Sacerdot cònsol sufecte ∞ Volusia Laodice | Quint Tineu Sacerdot cònsol sufecte ∞ Volusia Laodice | Quint Tineu Sacerdot cònsol sufecte ∞ Volusia Laodice | Quint Tineu Sacerdot cònsol sufecte ∞ Volusia Laodice |  |  |                                                       |                                                |                                                |                                                |                                                |                                                |  |  | Pupiè Emperador romà (238) ∞ Sèxtia Cetegil·la                | Pupiè Emperador romà (238) ∞ Sèxtia Cetegil·la                | Pupiè Emperador romà (238) ∞ Sèxtia Cetegil·la                | Pupiè Emperador romà (238) ∞ Sèxtia Cetegil·la                | Pupiè Emperador romà (238) ∞ Sèxtia Cetegil·la                | Pupiè Emperador romà (238) ∞ Sèxtia Cetegil·la                |  |  |                                   |                                   |                                   |                                   |                                   |                                   |  |  | Marc Ulpi Leur senador               | Marc Ulpi Leur senador               | Marc Ulpi Leur senador               | Marc Ulpi Leur senador               | Marc Ulpi Leur senador               | Marc Ulpi Leur senador               |  |  |  |  |  |  |  |  |  |  |  |  |  |  |  |  |  |  |  |  |  |  |  |  |  |  |  |  |
|                                     |                                     |                                     |                                     |                                     |                                     |  |  |                                              |                                              |                                              |                                              |                                              |                                              |  |  |                                                       |                                                       |                                                       |                                                       |                                                       |                                                       |  |  |                                                       |                                                |                                                |                                                |                                                |                                                |  |  |                                                               |                                                               |                                                               |                                                               |                                                               |                                                               |  |  |                                   |                                   |                                   |                                   |                                   |                                   |  |  |                                      |                                      |                                      |                                      |                                      |                                      |  |  |  |  |  |  |  |  |  |  |  |  |  |  |  |  |  |  |  |  |  |  |  |  |  |  |  |  |
|                                     |                                     |                                     |                                     |                                     |                                     |  |  |                                              |                                              |                                              |                                              |                                              |                                              |  |  | Tineia                                                | Tineia                                                | Tineia                                                | Tineia                                                | Tineia                                                | Tineia                                                |  |  | Tiberi Clodi Pupiè Pulcre Màxim cònsol sufecte        | Tiberi Clodi Pupiè Pulcre Màxim cònsol sufecte | Tiberi Clodi Pupiè Pulcre Màxim cònsol sufecte | Tiberi Clodi Pupiè Pulcre Màxim cònsol sufecte | Tiberi Clodi Pupiè Pulcre Màxim cònsol sufecte | Tiberi Clodi Pupiè Pulcre Màxim cònsol sufecte |  |  | Marc Pupiè Africà Màxim cònsol ordinari ∞ Cornèlia Marul·lina | Marc Pupiè Africà Màxim cònsol ordinari ∞ Cornèlia Marul·lina | Marc Pupiè Africà Màxim cònsol ordinari ∞ Cornèlia Marul·lina | Marc Pupiè Africà Màxim cònsol ordinari ∞ Cornèlia Marul·lina | Marc Pupiè Africà Màxim cònsol ordinari ∞ Cornèlia Marul·lina | Marc Pupiè Africà Màxim cònsol ordinari ∞ Cornèlia Marul·lina |  |  | Pupiena Sèxtia Paulina Cetegil·la | Pupiena Sèxtia Paulina Cetegil·la | Pupiena Sèxtia Paulina Cetegil·la | Pupiena Sèxtia Paulina Cetegil·la | Pupiena Sèxtia Paulina Cetegil·la | Pupiena Sèxtia Paulina Cetegil·la |  |  | Marc Ulpi Eubiot Leur cònsol sufecte | Marc Ulpi Eubiot Leur cònsol sufecte | Marc Ulpi Eubiot Leur cònsol sufecte | Marc Ulpi Eubiot Leur cònsol sufecte | Marc Ulpi Eubiot Leur cònsol sufecte | Marc Ulpi Eubiot Leur cònsol sufecte |  |  |  |  |  |  |  |  |  |  |  |  |  |  |  |  |  |  |  |  |  |  |  |  |  |  |  |  |
|                                     |                                     |                                     |                                     |                                     |                                     |  |  |                                              |                                              |                                              |                                              |                                              |                                              |  |  | Tineia                                                | Tineia                                                | Tineia                                                | Tineia                                                | Tineia                                                | Tineia                                                |  |  | Tiberi Clodi Pupiè Pulcre Màxim cònsol sufecte        | Tiberi Clodi Pupiè Pulcre Màxim cònsol sufecte | Tiberi Clodi Pupiè Pulcre Màxim cònsol sufecte | Tiberi Clodi Pupiè Pulcre Màxim cònsol sufecte | Tiberi Clodi Pupiè Pulcre Màxim cònsol sufecte | Tiberi Clodi Pupiè Pulcre Màxim cònsol sufecte |  |  | Marc Pupiè Africà Màxim cònsol ordinari ∞ Cornèlia Marul·lina | Marc Pupiè Africà Màxim cònsol ordinari ∞ Cornèlia Marul·lina | Marc Pupiè Africà Màxim cònsol ordinari ∞ Cornèlia Marul·lina | Marc Pupiè Africà Màxim cònsol ordinari ∞ Cornèlia Marul·lina | Marc Pupiè Africà Màxim cònsol ordinari ∞ Cornèlia Marul·lina | Marc Pupiè Africà Màxim cònsol ordinari ∞ Cornèlia Marul·lina |  |  | Pupiena Sèxtia Paulina Cetegil·la | Pupiena Sèxtia Paulina Cetegil·la | Pupiena Sèxtia Paulina Cetegil·la | Pupiena Sèxtia Paulina Cetegil·la | Pupiena Sèxtia Paulina Cetegil·la | Pupiena Sèxtia Paulina Cetegil·la |  |  | Marc Ulpi Eubiot Leur cònsol sufecte | Marc Ulpi Eubiot Leur cònsol sufecte | Marc Ulpi Eubiot Leur cònsol sufecte | Marc Ulpi Eubiot Leur cònsol sufecte | Marc Ulpi Eubiot Leur cònsol sufecte | Marc Ulpi Eubiot Leur cònsol sufecte |  |  |  |  |  |  |  |  |  |  |  |  |  |  |  |  |  |  |  |  |  |  |  |  |  |  |  |  |
|                                     |                                     |                                     |                                     |                                     |                                     |  |  |                                              |                                              |                                              |                                              |                                              |                                              |  |  |                                                       |                                                       |                                                       |                                                       |                                                       |                                                       |  |  |                                                       |                                                |                                                |                                                |                                                |                                                |  |  |                                                               |                                                               |                                                               |                                                               |                                                               |                                                               |  |  |                                   |                                   |                                   |                                   |                                   |                                   |  |  |                                      |                                      |                                      |                                      |                                      |                                      |  |  |  |  |  |  |  |  |  |  |  |  |  |  |  |  |  |  |  |  |  |  |  |  |  |  |  |  |
|                                     |                                     |                                     |                                     |                                     |                                     |  |  |                                              |                                              |                                              |                                              |                                              |                                              |  |  |                                                       |                                                       |                                                       |                                                       |                                                       |                                                       |  |  | Luci Clodi Tineu Pupiè Bas procònsol ∞ Ovínia Paterna |                                                |                                                |                                                |                                                |                                                |  |  |                                                               |                                                               |                                                               |                                                               |                                                               |                                                               |  |  |                                   |                                   |                                   |                                   |                                   |                                   |  |  |                                      |                                      |                                      |                                      |                                      |                                      |  |  |  |  |  |  |  |  |  |  |  |  |  |  |  |  |  |  |  |  |  |  |  |  |  |  |  |  |